# Симфония № 37 (Моцарт)
Симфония № 37 соль мажор, KV. 444 / 425а ― симфония, ранее приписываемая австрийскому композитору Вольфгангу Амадею Моцарту. Позднее было установлено, что три части произведения принадлежат Иоганну Михаэлю Гайдну и были написаны в мае 1783 года. Ошибочная атрибуция была вызвана тем, что её в том же году исполнил Моцарт в австрийском Линце, для чего он добавил первую медленную часть и внёс некоторые изменения в партитуру. Исследователи выделяют по своим достоинствам именно добавленную часть, подчёркивая, что даже среди лучших современников Моцарта, он превосходил их по своим музыкальным достоинствам.

## История

### Предыстория
С 1762 года австрийский композитор и органист Иоганн Михаэль Гайдн, младший брат Йозефа Гайдна, возглавлял оркестр Зальцбургского архиепископа. С 1763 года он замещал Леопольда Моцарта на должности концертмейстера и придворного органиста, а с 1781 года, после переезда Вольфганга Амадея Моцарта в Вену — в капелле архиепископа. Леопольд Моцарт и члены его семьи относились к Гайдну довольно неприязненно, порицая его прежде всего за пристрастие к алкоголю и за простонародные манеры. Впоследствии сослуживцем Гайдна был Вольфганг Моцарт, который, в отличие от отца, более дружественно относился к Гайдну и ценил его в качестве музыканта, хотя тоже осуждал за несообразности в поведении. Получила распространение история о том, как архиепископом Коллоредо были заказаны Гайдну шесть дуэтов для скрипки и альта, но последний не мог представить их в полном объёме и в установленный срок в связи с тяжёлой болезнью. На выручку ему пришёл его более молодой коллега, который несколько лет назад порвал с Коллоредо, перебравшись в Вену, и в итоге в 1783 году были созданы два произведения (KV 423 и KV 424), ценимые музыковедами, а также Моцартом и Гайдном. Немецкий музыковед Альфред Эйнштейн предполагал, что эта история видимо имеет «анекдотический» характер, но может быть близка к действительности. По крайней мере она может свидетельствовать об уважении Вольфганга к Михаэлю. Видимо, прежде всего отец и сын Моцарты ценили в нём качества выдающегося церковного композитора, полифониста и симфониста, а Вольфганг испытал даже некоторое влияние в области симфонической музыки. Как бы то ни было, считается, что за время пребывания в Зальцбурге композиторы свели довольно близкое знакомство и, в итоге Моцарт, как образно выразился Эйнштейн, «забрал» у Гайдна симфонию и «снабдил её интродукцией». Кроме того музыковед видел заслугу Вольфганга в том, что он сумел добиться исполнения симфонии Гайдна.

### Создание
Известная как симфония № 25 соль мажор Михаэля Гайдна была закончена композитором в конце мая 1783 года и состояла из трёх частей:
1. Allegro con spirito
2. Andante sostenuto
3. Finale: Allegro molto

Моцарт познакомился с симфонией в том же году и решил исполнить в одном из своих гастрольных концертов за пределами Зальцбурга и Вены. 4 августа 1782 года он, сочетался браком с Констанцией Вебер, не получив разрешения на него от родителей. 27 октября 1783 года Моцарт со своей женой покинули Зальцбург, чтобы заехать к отцу композитора с целью наладить отношения. Однако, несмотря на все усилия, главная цель поездки — изменить настроение Леопольда в пользу Констанции — не была достигнута. По пути в Вену, 30 октября они заехали в Линц, где остановились у старого друга Моцарта, графа Йозефа Туна, пробыв у него три недели. Здесь Моцарт написал свою симфонию № 36 До мажор (KV. 425), премьера которой состоялась 4 ноября на концерте в доме графа и была посвящена ему. Тогда же прозвучала и симфония Гайдна, в которую Моцарт внёс некоторые изменения. Авторство симфонии соль мажор было установлено немецким музыковедом Лотаром Пергером в 1907 году, после чего она стала включаться в каталоги Михаэля Гайдна (Perger 16, Sherman 25, MH 334). После того как стало известно о её принадлежности Гайдну, номера симфоний Моцарта 38, 39, 40 и 41 не были изменены.

### Характеристика
В количественном отношении инструментальный состав оркестра симфонии, долгое время считавшейся созданием Моцарта, более ограничен, чем в зрелых («венских») произведениях этого жанра композитора: трубы и литавры не включены, а деревянные духовые состоят из пары гобоев и одного фагота. Моцарт добавил в своей версии к первой части вступление (Adagio maestoso), а также осуществил некоторые изменения. Так, во второй части (Andante sostenuto) он купировал соло фагота в среднем разделе.
При издании, с учётом вклада Моцарта, к первой части Гайдна добавляется его интродукция:
1. Adagio maestoso — Allegro con spirito
2. Andante sostenuto
3. Finale: Allegro molto

В литературе неоднократно отмечалось различие между характером «моцартовских» и «гайдновских» частей произведения. Альфред Эйнштейн писал по этому поводу: «При всех своих достоинствах симфония эта лишь подтверждает, как одинок был аристократ Моцарт даже в кругу лучших австрийских современников». Российский музыковед Юрий Сафронов отмечал, что опус KV. 444 следует относить к коллективному сочинению двух австрийских мастеров, но подчёркивал разницу в достоинствах частей: «Музыка её весьма хороша и порой даже очень вдохновенна — но опытный слушатель без труда почувствует, что стиль этого сочинения (за исключением медленного вступления) далёк от Моцарта, особенно — от его последних венских симфоний…» Музыковед Левон Акопян подчёркивал, что начиная с симфонии № 31 (1778) развитие Моцарта в жанре симфонической музыки происходит на практически «неуклонном крещендо»: «…каждая очередная симфония (не считая скромной 32-й и несуществующей 37-й) мощнее, величественнее, сложнее предыдущей».